# 谷物大厅 (布卢瓦)

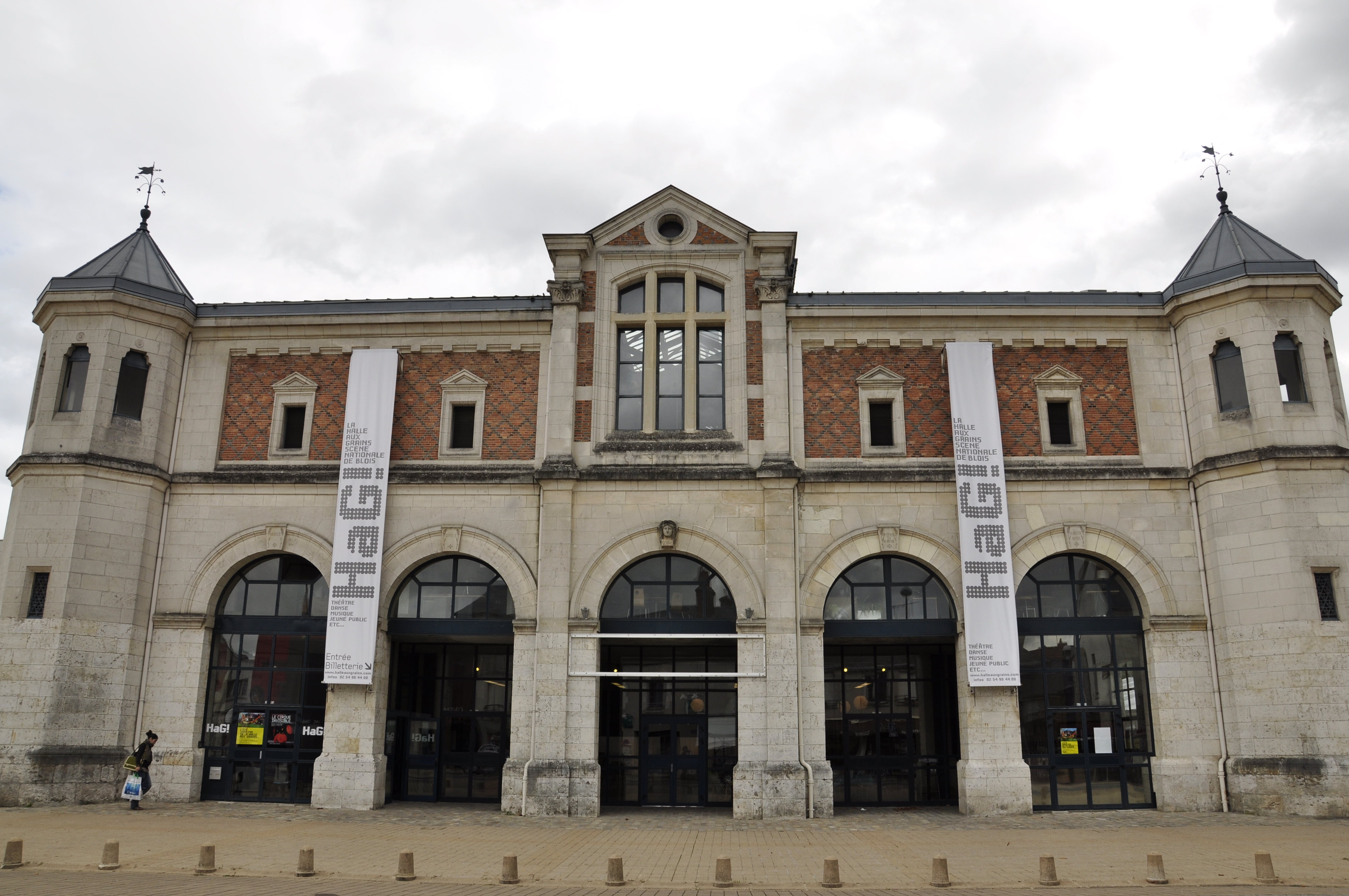
谷物大厅

谷物大厅（Halle aux grains）位于法国布卢瓦的让饶勒斯广场（Place Jean Jaurès），现名“会议和文化宫”（Palais des Congrès et de la Culture）。
这座砖石建筑建于1849年，1850年8月26日揭幕，用于粮仓以及谷物等商品的批发。建筑风格类似布卢瓦城堡的路易十二侧翼。
该建筑于1982年列为历史古迹，1985年12月13日举行开幕典礼，并采取新名称“会议和文化宫”。

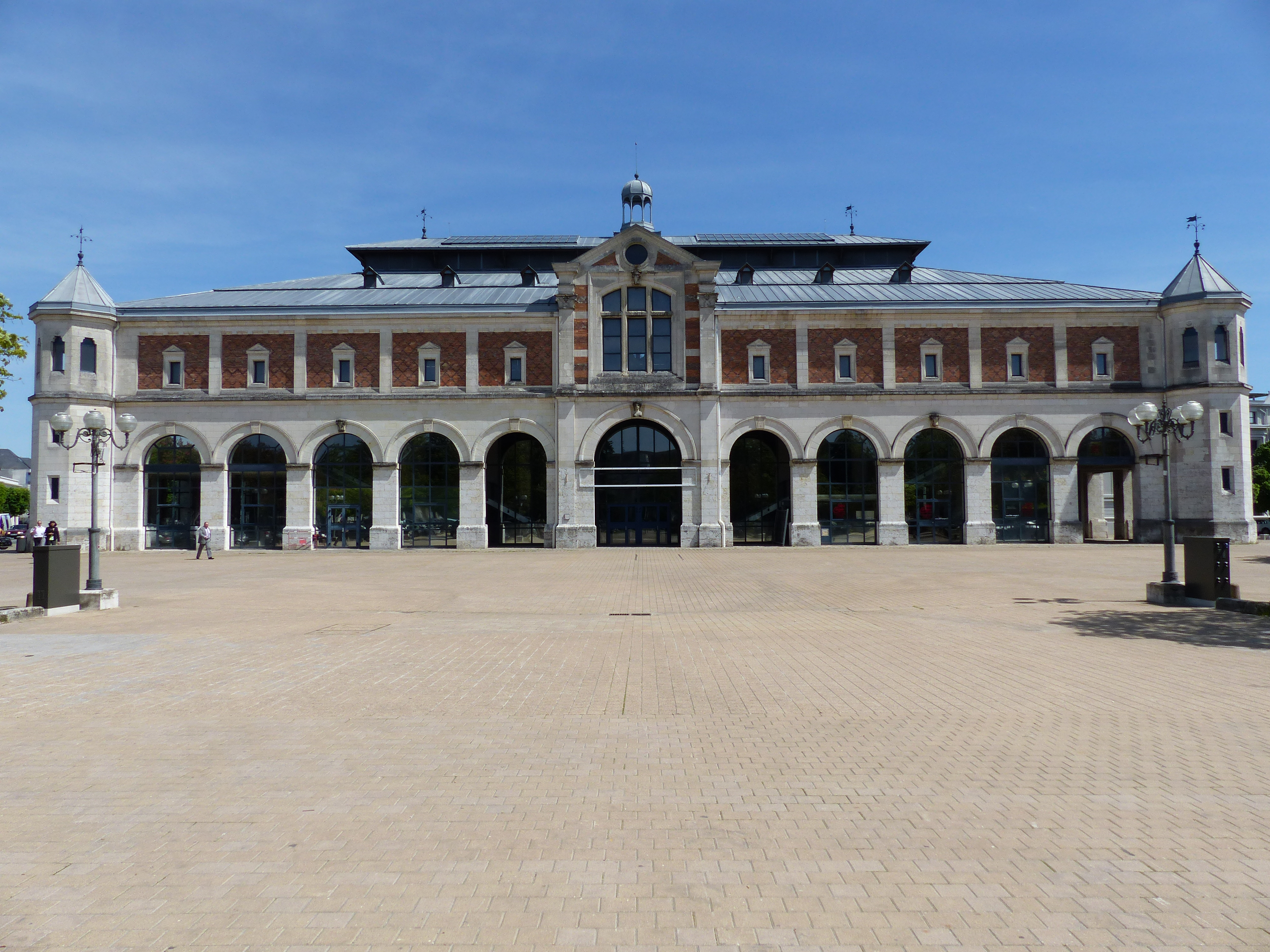
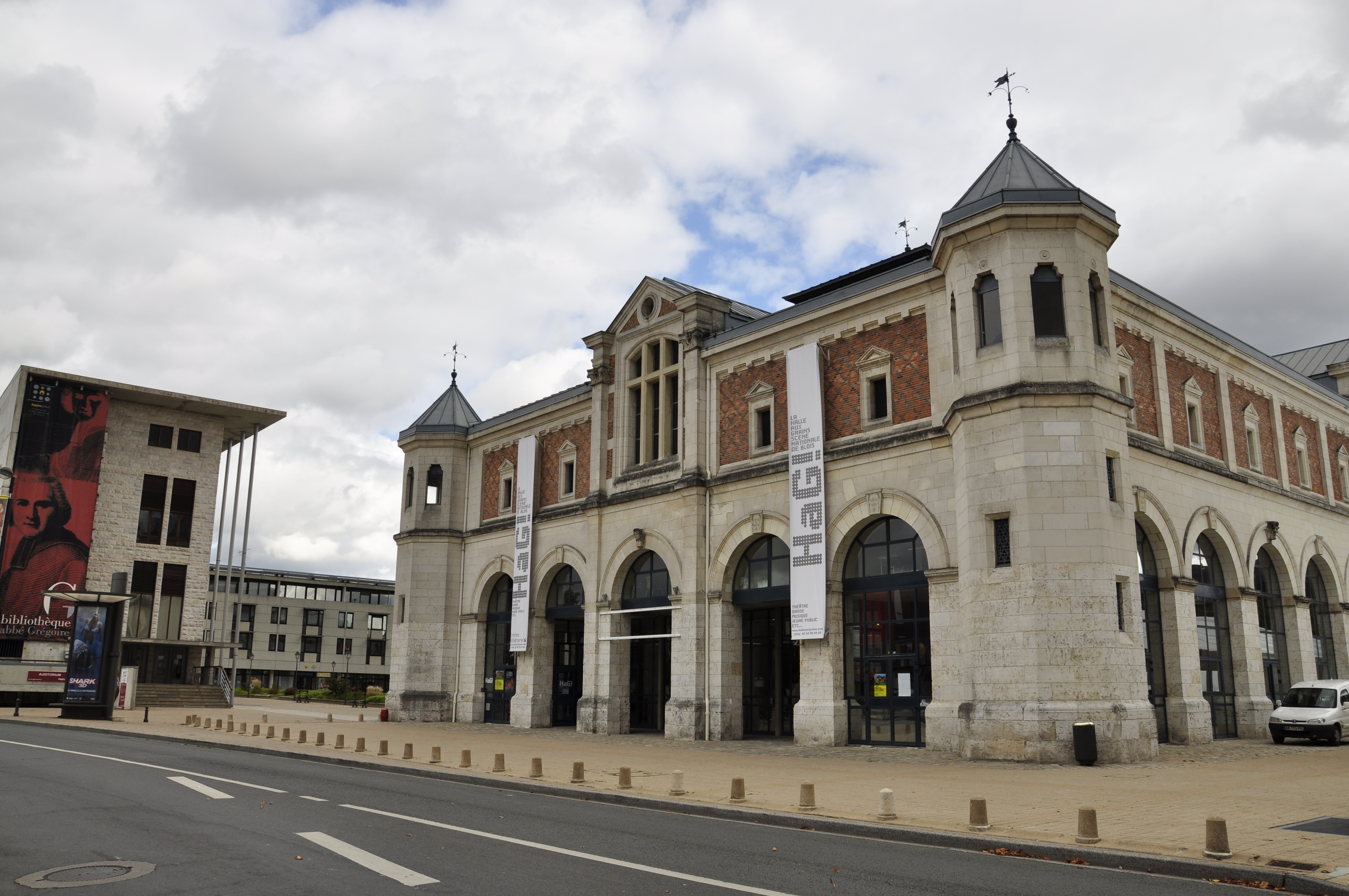
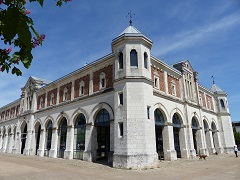
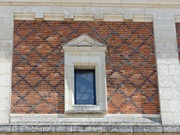
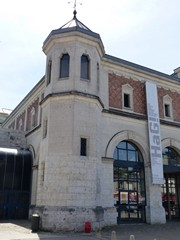